# Camille Clermont
Ne doit pas être confondu avec Marion Davenay.
Charlotte Georgine Maria Schettler dite Camille Davenay puis Camille Clermont, née le 6 mars 1859 dans l'ancien 4e arrondissement de Paris et morte le 16 août 1944 dans le 13e arrondissement, est une actrice et autrice française de théâtre.

## Biographie
Charlotte Schettler est la fille d'Émilie Schettler.
À cinq ans et demi, elle récite une fable sur la scène du petit théâtre du professeur Charles Boudeville, rue de la Tour d'Auvergne,. En 1865, à 6 ans et demi, Camille Davenay joue le rôle de Fanfan, dans la pièce de Victorien Sardou, La Famille Benoiton, au Théâtre du Vaudeville. La petite Camille est adulée et fêtée. L'impératrice Eugénie l'invite à un bal d'enfants aux Tuileries. Après plus de cent représentations, la pièce traduite en anglais et jouée à Londres. Camille, qui parle la langue de Shakespeare comme sa langue maternelle, accepte un engagement pour jouer le rôle qu’elle a créé à Paris. À 9 ans, elle joue une adaptation en anglais de la Fille bien gardée d'Eugène Labiche au Princess Theatre à Londres (en). Elle joue à la Comédie-Française, à l'Odéon, à la Gaité des rôles d'enfants, comme celui de Louison du Malade imaginaire, à l'Odéon,,.
En 1875, elle réapparait au théâtre de Cluny et se fait appeler désormais Camille Clermont.
Début 1879, Elle entretient une liaison avec l'homme d'affaire James Gordon Bennett peu de temps après son installation à Paris. Dans ses mémoires, Confessions of Gentle Rebecca, elle raconte sa liaison et ses voyages avec Gordon Bennett et le  décrit comme un amant insensible qui ne se souciait que de ses propres appétits et amusements. En 1908, sa fille Juliette Schettler, intente un procès à Gordon Bennett pour reconnaissance de paternité,. Elle est déboutée en 1911,.
En 1884, elle est encore parfois appelée Mlle Camille Davenay. Elle est engagée pour 3 ans au Gymnase.
En 1889, elle dirige l'Association artistique, qui a pour but d'ouvrir aux jeunes artistes l'accès du théâtre,.
En 1915, elle est membre de la Croix-Rouge britannique.
En 1929, elle demeure 17 rue Chaptal.
En 1932, elle cherche à réunir les éléments nécessaires en vue de la réalisation d'un film consacré aux femmes, afin de mettre en lumière l'activité féminine, et plus généralement toutes ses manifestations dans le domaine du travail, de la bienfaisance, ainsi que son endurance dans les épreuves sportives,.
En 1937, elle écrit une partie du scénario du film de La vie amoureuse de lord Byron,.

## Carrière au théâtre
comme actrice
- 1865 : Le Supplice d'une femme, d’Émile de Girardin et Alexandre Dumas fils, à la Comédie-Française, 29 avril[25],[26],[27].
- 1865 : La Famille Benoîton, de Victorien Sardou, au Théâtre du Vaudeville, 4 novembre, Fanfan, 465 représentations.
- 1867 : Le Malade imaginaire, à l'Odéon, Louison[9].
- 1868 : La Fille bien gardée d'Eugène Labiche au Princess Theatre à Londres (en).
- 1875 : Les Ingrats, de Jules Claretie,au théâtre Cluny, 23 mars, Geneviève[28],[29],[30].
- 1877 : The Pink Dominos (en), de James Albery d'après Alfred Hennequin et Alfred Delacour, au Criterion Theatre à Londres, 31 mars, Rebecca[31].
- 1884 : Le Maître de forges, de Georges Ohnet, au Gymnase, la baronne de Préfond[8].
- 1887 : Marions notre Tante !, d'Ernest d'Hervilly et Louis Caroll, au Gymnase, 18 avril[32].
- 1889 : Colibri, de Louis Legendre, au Vaudeville, 12 juin, Colibri[33].
- 1890 : Une Vengeance, d'Henri Amic, au théâtre de la Renaissance, 15 janvier, Valentine Verdier[34],[35].
- 1890 : L'Idée du mari, d'Hippolyte Raymond et Maxime Boucheron, au théâtre de la Renaissance, 15 janvier[34].
- 1898 : Pour un nuit d'Amour, de Jane de la Vaudière d'après Emile Zola, au Grand-Guignol, 16 mai, Thérèse de Marsanne[36],[37],[38].

comme actrice et autrice
- 1900 : À Saint-Lazare, en collaboration avec Régine Martial, au Grand-Guignol, 9 juin, rôle de sœur Esperance[39],[40],[41],[42].

comme autrice
- 1903 : Un honnête homme, aux Mathurins, 20 mai[43],[44],[45].
- 1904 : Les Milliardaires, au Gymnase[46].
- 1905 : Le Marchand d'amour, avec Séverin-Mars, aux Mathurins, 2 mars[47],[48].
- 1905 : Les Rois américains, pièce en 4 actes avec Séverin-Mars, au théâtre du Vaudeville 14 juin, douze représentations[49],[50],[51],[52].
- 1912 : Âmes sauvages, pièce en 4 actes avec Séverin-Mars, au théâtre Réjane, 6 mai[53],[54],[55],[56],[57],[58].

## Écrits
- Les mémoires de Fanfan Benoîton, Bruxelles, A. Berqueman, 1897 (OCLC 77782978)
- Souvenirs de Parisiennes en temps de guerre, Paris-Nancy, Berger-Levrault, 1918 (OCLC 644574998)
- The Confessons of "gentle Rebecca", a life story, Londres, Drane's, 1922 (OCLC 36524500)